# Aphyocharax pusillus
Aphyocharax pusillus är en fiskart som beskrevs av Günther, 1868. Aphyocharax pusillus ingår i släktet Aphyocharax och familjen Characidae. Inga underarter finns listade i Catalogue of Life.